# Белвилл (Арканзас)
Белвилл (англ. Belleville, Arkansas) — город, расположенный в округе Йелл (штат Арканзас, США) с населением в 371 человек по статистическим данным переписи 2000 года.

## География
По данным Бюро переписи населения США Белвилл имеет общую площадь в 4,92 квадратных километров, водных ресурсов в черте населённого пункта не имеется.
Город Белвилл расположен на высоте 111 метров над уровнем моря.

## Демография
По данным переписи населения 2000 года в Белвилле проживало 371 человек, 105 семей, насчитывалось 140 домашних хозяйств и 176 жилых домов. Средняя плотность населения составляла около 77,3 человек на один квадратный километр. Расовый состав Белвилла по данным переписи распределился следующим образом: 81,67 % белых, 0,81 % — чёрных или афроамериканцев, 7,55 % — азиатов, 4,31 % — представителей смешанных рас, 5,66 % — других народностей. Испаноговорящие составили 6,47 % от всех жителей города.
Из 140 домашних хозяйств в 32,9 % — воспитывали детей в возрасте до 18 лет, 50,7 % представляли собой совместно проживающие супружеские пары, в 19,3 % семей женщины проживали без мужей, 25,0 % не имели семей. 20,7 % от общего числа семей на момент переписи жили самостоятельно, при этом 10,7 % составили одинокие пожилые люди в возрасте 65 лет и старше. Средний размер домашнего хозяйства составил 2,65 человек, а средний размер семьи — 3,04 человек.
Население города по возрастному диапазону по данным переписи 2000 года распределилось следующим образом: 26,7 % — жители младше 18 лет, 11,3 % — между 18 и 24 годами, 26,1 % — от 25 до 44 лет, 22,9 % — от 45 до 64 лет и 12,9 % — в возрасте 65 лет и старше. Средний возраст жителей составил 36 лет. На каждые 100 женщин в Белвилле приходилось 92,2 мужчин, при этом на каждые сто женщин 18 лет и старше приходилось 90,2 мужчин также старше 18 лет.
Средний доход на одно домашнее хозяйство в городе составил 25 625 долларов США, а средний доход на одну семью — 27 875 долларов. При этом мужчины имели средний доход в 18 750 долларов США в год против 18 036 долларов среднегодового дохода у женщин. Доход на душу населения в городе составил 10 482 доллара в год. 20,9 % от всего числа семей в округе и 22,1 % от всей численности населения находилось на момент переписи населения за чертой бедности, при этом 38,0 % из них были моложе 18 лет и 22,5 % — в возрасте 65 лет и старше.